# Randal Despommier
Randal Despommier (* um 1982 in Metairie) ist ein amerikanischer Jazzmusiker (Altsaxophon, Komposition).

## Leben und Wirken
Despommier wuchs vor den Toren von New Orleans auf. Seine ersten öffentlichen Auftritte hatte er bei Mardi-Gras-Paraden an der Seite seines Vaters, eines Schlagzeugers des traditionellen Jazz (den James Black ausgebildet hatte). In seiner Jugend spielte er in Funk-, R&B- und Jazz-Bands in New Orleans. Er absolvierte zunächst den Bachelor-Jazzstudiengang der Loyola University New Orleans (cum laude), wo er dann Komposition bei Luigi Zaninelli studierte. Später leitete Despommier Kirchenchöre und spielte Orgel bei Gottesdiensten in Boston, und schließlich promovierte er am New England Conservatory unter der Anleitung von Malcolm Peyton und Anthony Coleman.
Seit 2013 lebt Despommier in New York City. 2018 nahm er das Duo-Album All at Onceness gemeinsam mit Keyboarder Jason Yeager für Red Piano Records auf; er war mit Yeager mehrfach auf Tournee, zuletzt in China, wo sie auch in der Qintai-Konzerthalle des Grand Theatre in Wuhan auftraten; in New York konzertierten sie 2020 im Duo in der Carnegie Hall. 2021 veröffentlichte Despommier  beim Label Outside in Music sein Debütalbum unter eigenem Namen, Dio C’è, das er mit Jimmy Haslip produzierte; er „fächert darauf zusammen mit seinem Quartett und musikalischen Gästen in insgesamt acht Kompositionen - davon sechs eigenen - seine facettenreiche, musikalische Persönlichkeit auf. Im singenden, leicht schattierten Ton knüpft er dabei ans Klangideal von Paul Desmond, an anderer Stelle aber auch am Sound von John Coltrane an.“
Despommier lehrt als Professor am Bard High School Early College in Manhattan.